# Phan Thanh Tùng
Phan Thanh Tùng (sinh ngày 9 tháng 11 năm 1965) là một thẩm phán người Việt Nam. Ông có chức danh Thẩm phán Tòa án nhân dân tối cao. Ông hiện là Phó Chánh tòa Dân sự Tòa án nhân dân cấp cao tại Thành phố Hồ Chí Minh. Ông từng là Thẩm phán, Phó Chánh tòa Tòa dân sự Tòa án nhân dân Thành phố Hồ Chí Minh.

## Sự nghiệp
Ngày 7 tháng 9 năm 2015, ông được bổ nhiệm chức vụ Phó Chánh tòa Tòa Dân sự Tòa án nhân dân cấp cao tại Thành phố Hồ Chí Minh.

### Một số vụ án nổi bật
Ông chủ tọa Tòa phúc thẩm TAND Tối cao tại TP.HCM xử "kỳ án vườn mít" (vụ án xảy ra ngày 16/1/2004 ở ấp 1, xã An Khương, huyện Bình Long, tỉnh Bình Phước với bị cáo Lê Bá Mai)
Vụ đại án Huyền Như: Đây là một trong 3 đại án được quan tâm nhất ở Việt Nam vào năm 2014. Ông là một trong ba thẩm phán phiên xét xử phúc thẩm từ 15/12/2014 đến 31/12/2014 cùng hai thẩm phán Mai Thị Tú Oanh và Quảng Đức Tuyên.